# Politique du chien unique

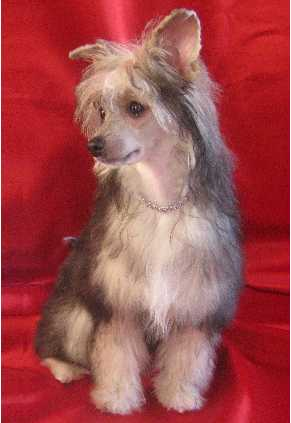
Chien chinois.

La politique du chien unique (chinois : 一犬一户 ; pinyin : yī quǎn yī hù ; litt. « un chien, un foyer »), est une politique mise en place à Pékin en 2006. La politique vise à réduire la prévalence de la rage. En plus de limiter l'acquisition d'un chien par foyer, la politique interdit l'abandon de chien, ainsi que leur sortie dans l'espace public. Elle interdit également la possession d'un chien d'une certaine taille.
D'autres villes ont adopté des mesures de restriction, comme Chengdu en 2009, Shanghai en 2011, ou encore Qingdao en 2017. 